# Ministero della salute (Lussemburgo)
Il ministero della salute (in lussemburghese: Gesondheetsministère; in francese: Ministère de la Santé) è un dicastero del governo lussemburghese responsabile del sistema sanitario pubblico del Granducato di Lussemburgo.
L'attuale ministro è Etienne Schneider, in carica dal 5 dicembre 2018.